# 小林さやか (ビリギャル)
小林 さやか（こばやし さやか、1988年3月15日 - ）は、日本の大学院生。坪田信貴著のノンフィクション『学年ビリのギャルが1年で偏差値を40上げて慶應大学に現役合格した話』（通称：ビリギャル）で題材・主人公とされた女性である。愛知県名古屋市生まれ。

## 来歴
愛知県の中高一貫校に在学中の高校2年の夏、母の勧めで学習塾の面談へ赴いて坪田信貴と出会う。坪田の懇切丁寧な指導で猛勉強に励んで1年半で偏差値が40上昇した結果、慶應義塾大学総合政策学部・関西学院大学・明治大学への現役合格を果たした。なお、第一志望の慶應義塾大学文学部には不合格だった。
小林が現役合格に至る道程を坪田信貴が描いた『学年ビリのギャルが1年で偏差値を40上げて慶應大学に現役合格した話』が話題となり、2015年5月に土井裕泰監督、有村架純主演で『映画 ビリギャル』が公開された。
大学卒業後は、約3年間冠婚葬祭会社でウェディングプランナーとして勤めた。その後、荒井優とFacebookで知り合ったのをきっかけに、北海道札幌市の札幌新陽高等学校にインターンとして勤務。
2019年3月、初の著書『キラッキラの君になるために ビリギャル真実の物語』（マガジンハウス）を出版。全国で学生や保護者を対象に講演を重ねる。
2021年3月、聖心女子大学大学院文学研究科人間科学専攻教育研究領域博士前期課程修了。
2022年3月、コロンビア大学教育大学院とカリフォルニア大学ロサンゼルス校 (UCLA) 大学院教育情報学研究科に合格し、前者に進学することを発表した。
私生活では26歳の時にバイト先の居酒屋の店長と結婚したが2018年に離婚。2020年にエンジニアの男性と再婚するも2024年1月に離婚している。

## 著書
- 『キラッキラの君になるために ビリギャル真実の物語』（2019年3月、マガジンハウス）[11]
- 『ビリギャルが、またビリになった日 勉強が大嫌いだった私が、34歳で米国名門大学院に行くまで』（2022年11月、講談社）